# Naim Halawi
Pour les articles homonymes, voir Halawi.
 (février 2019).
 (février 2024).
Naim Halawi est un présentateur libanais.

## Biographie
Il a commencé sa carrière en 1980 en écrivant et présentant des émissions pour Radio Mont-Liban. C'est là qu'il rencontre Nathalie Naoum, alors apprentie journaliste, qui intègrera son émission comique S L Chi en 1993. 
Naim Halawi a créé, joué ou présenté quelques-unes des séries comiques les plus célèbres de la télévision libanaise depuis les années 1990[réf. nécessaire]. 
L'une de ces émissions, S L Chi, a donné naissance à des personnages, des blagues et des punchlines auxquels les libanais font couramment référence dans la vie de tous les jours[réf. nécessaire]. La troupe d'S L Chi était constituée de Naim Halawi, Nathalie Naoum, l'acteur et animateur Adel Karam, l'acteur Fady Raidy et l'actrice Roula Chamieh. 
Naim Halawi est également l'auteur de plusieurs chansons satiriques dans le cadre d' S L Chi qui font référence au peuple libanais et à la situation économique du pays. 
Naim Halawi s'occupe depuis de l'émission humoristique Ma Fi Metlo (dont la troupe comprend quelques-uns de ses acolytes de S L Chi) et de la web-radio Radio Naim. 

## Émissions
- S L Chi
- La Youmal
- Ma Fi Metlo